# عرقون منقط
عرقون منقط (الاسم العلمي:Euphrasia picta) هي نوع نباتي يتبع جنس العرقون من الفصيلة الجعفيلية.  